# Пороховое
Пороховое — село в Каслинском районе Челябинской области России. Входит в состав Берегового сельского поселения. Находится на западном берегу озера Пороховое, примерно в 31 км к северо-востоку от районного центра, города Касли, на высоте 222 метров над уровнем моря.

## Население
| 2002 | 2010 |
| ---- | ---- |
| 117  | ↘45  |

По данным Всероссийской переписи, в 2010 году численность населения села составляла 45 человек (22 мужчины и 23 женщины).

## Улицы
Уличная сеть села состоит из 2 улиц (ул. Андреева и ул. Ленина).